# Matt Shively
Matthew James "Matt" Shively, Jr. (Hanford, 15 de setembro de 1990) é um ator americano conhecido por interpretar Ryan Laserbeam na série televisiva da Nickelodeon, True Jackson, VP. A partir de junho de 2011, ele começou a aparecer na série da Nickelodeon The Troop como Kirby.

## Vida pessoal
Matt nasceu em Hanford, Califórnia. Se interessou em atuar na quarta série, depois de ver Shia LaBeouf no programa de televisão "Even Stevens", e LaBeouf continua sendo sua inspiração. Ele tem sido um fã de longa data da série de televisão canadense Degrassi: The Next Generation. Matt formou uma banda no YouTube com seu amigo Sterling Knight chamada "Conexão Channels" (neste caso, os canais sendo conectado à Disney e Nickelodeon).

## Carreira
Shively teve apenas alguns pequenos papéis. Ele tinha uma pequena parte em 2007, no filme Rattle Basket, e outra pequena parte em um episódio de Zoey 101. Fez várias vezes o teste para o papel de Ryan em True Jackson, e foi dito que ele não correspondia para o personagem. Ele foi chamado de volta duas semanas depois, testados para o papel de novo, e ganhou o papel. O show tem recebido críticas positivas. Ele deu voz ao personagem Sky do Winx Club.  Shively se juntou ao elenco da série The Troop em sua segunda (e última) temporada como o personagem Kirby Bancroft-Cadworth.
A carreira de Shively no cinema começou em 2011, quando foi escalado para um papel secundário na comédia de horror April Apocalypse. Shively atuou no filme de terror  Atividade Paranormal 4. O filme foi lançado em 18 de outubro de 2012. Justin Lowe, escrevendo para o Associated Press, chamaram Shively de "simpático o suficiente", apesar de geralmente ser panorrâmica do filme. Rafer Guzman de Newsday concordou.  Shively co-estrelou a comédia Nickelodeon Noobz, que foi lançado nos cinemas no final de janeiro de 2013. Ele interpretou um dos quatro amigos nerds que tentam ganhar um concurso de jogos de vídeo.

## Filmografia

### Filmes
| Ano  | Título                                    | Papel        | Notas                 |
| ---- | ----------------------------------------- | ------------ | --------------------- |
| 2007 | The Tomb                                  | Nathan       |                       |
| 2007 | Winx Club: The Secret of the Lost Kingdom | Príncipe Sky | Versão em inglês, voz |
| 2010 | I Owe My Life to Corbin Bleu              | Cara Legal   | Filme curto           |
| 2011 | Took a Bullet                             | Bill         | Filme curto           |
| 2012 | Barrio Tales                              | Trevor       | Produtor executivo    |
| 2012 | Noobz                                     | Oliver       |                       |
| 2012 | Atividade Paranormal 4                    | Ben          |                       |
| 2013 | April Apocalypse                          | Terry        |                       |
| 2013 | Feels So Good                             | Zack         |                       |
| 2014 | Bucky and the Squirrels                   | Phil         |                       |
| 2014 | How to Build a Better Boy                 | Bart         |                       |
| 2014 | Expelled                                  | Danny        |                       |
| 2015 | Still Life                                | Oscar        |                       |
| 2017 | Power Rangers                             | Damo         |                       |

### Televisão
| Ano       | Título                             | Papel                        | Notas |
| --------- | ---------------------------------- | ---------------------------- | --- |
| 2008–11   | True Jackson, VP                   | Ryan Laserbeam               | Elenco principal; 60 episódios |
| 2011      | The Troop                          | Kirby Cadworth-Bankcroft Iii | 7 episódios |
| 2012      | Last Man Standing                  | Elliot                       | "Take Your Daughter to Work" (1ª Temporada, Episódio 13)                                                                          |
| 2012      | Never Fade Away                    | O Outro #2                   | "Mockingbird" (1ª Temporada, Episódio 2)                                                                                          |
| 2012      | Sidewalks Entertainment            | Ele mesmo                    | Episódio: "Kathryn & Matt" |
| 2012      | Bucket & Skinner's Epic Adventures | Lt. Collns                   | 2 episódios |
| 2011–12   | Winx Club: Enchantix               | Sky                          | Voz; 32 episódios |
| 2012      | Winx Club: Power of Believix       | Sky                          | Voz; 5 episódios |
| 2012–13   | Winx Club: Beyond Believix         | Sky                          | Voice; 19 episódios |
| 2013      | Winx Club                          | Sky                          | "Inspiration of Sirenix" (6ª Temporada, Episódio 1)                                                                               |
| 2014      | Teen Wolf                          | Oliver                       | "Echo House" (3ª Temporada, Episódio 20)                                                                                          |
| 2014      | C.S.I                              | Jacob Baker / Stoner #1      | "Keep Calm and Carry-On" (14ª Temporada, Episódio 12) "The Fallen" (14ª Temporada, Episódio 19)                                   |
| 2014      | What's Next For Sarah?             | Jack Cromwell                | 1 episódio |
| 2014      | How to Build a Better Boy          | Bart Hartley                 | Filme Original Disney Channel |
| 2014–15   | Jessie                             | Hudson                       | "Where's Zuri?" (3ª Temporada, Episódio 15) "Basket Case" (4ª Temporada, Episódio 6) "Capture the Nag" (4ª Temporada, Episódio 7) |
| 2015      | Resident Advisors                  | Mike Shelton                 | "Sexiled" (1ª Temporada, Episódio 3) "Alcohol Awareness" (1ª Temporada, Episódio 5)                                               |
| 2016-2017 | The Real O'Neals                   | Jimmy O'Neal                 | Elenco principal |
| 2018      | Santa Clarita Diet                 | Christian                    | 4 episódios |
| 2019      | The Purge                          | Turner                       | |